# Xã Forest, Quận Holt, Missouri
Xã Forest (tiếng Anh: Forest Township) là một xã thuộc quận Holt, tiểu bang Missouri, Hoa Kỳ. Năm 2010, dân số của xã này là 353 người.